# إيدة لوي كوتشك
إيدة لوي كوتشك هي قرية في مقاطعة ملكان، إيران. عدد سكان هذه القرية هو 128 في سنة 2006.